# Larifuga
Genre
Larifuga est un genre d'opilions laniatores de la famille des Triaenonychidae.

## Distribution
Les espèces de ce genre sont endémiques d'Afrique du Sud.

## Liste des espèces
Selon World Catalogue of Opiliones (21/05/2021) :
- Larifuga avus Staręga, 1989
- Larifuga calcaratus Lawrence, 1931
- Larifuga capensis Lawrence, 1931
- Larifuga dentifer Lawrence, 1931
- Larifuga granulosus Lawrence, 1931
- Larifuga mantoni Lawrence, 1934
- Larifuga montanus Lawrence, 1931
- Larifuga onerarius Kauri, 1961
- Larifuga rugosus (Guérin-Méneville, 1837)
- Larifuga weberi Loman, 1898

## Publication originale
- Loman, 1898 : « Beiträge zur Kenntniss der Fauna von Süd-Afrika. Ergebnisse einer Reise von Prof. Max Weber im Jahre 1894. IV. Neue Opilioniden von Süd-Afrika und Madagaskar. » Zoologische Jahrbücher, vol. 11, p. 515–530 (texte intégral).